# 血まみれの野獣
『血まみれの野獣』（ちまみれのやじゅう）は、大藪春彦のハードボイルド小説。1968年1月から1969年1月まで『ボーイズライフ』に連載された。両親の自殺や恋人との離別、レース界追放等の不幸に遭った天才二輪ライダーが社会に復讐する物語。
東京競馬場に爆弾を仕掛けて擬装パトロールカーで現金輸送車を襲う筋書きが、1968年12月に起こった三億円事件とよく似ていたことから、「三億円事件の犯人がこの小説から着想を得ていた」と報道され、マスコミからの問い合わせが相次いだ。作者の大薮も重要参考人として警察から意見聴取を受けた。

## 登場人物
鶴田敏夫
天才二輪ライダー。
谷川京子
敏夫の恋人。
谷川進
ヤマノ自動車工業副社長。京子の父。
小松
協立建設営業部長。
三木恭子
小松の秘書。
村上
農林省東京営林局次長。
ピエトロ・タラファ
ピエトロ・タラファレーシングクラブ監督。
ソフィア
ピエトロ・タラファレーシングクラブの大スポンサーの妻。公爵夫人。
ダニエラ・ロマーニ
ミラノのトラクターメーカーの末娘。欲しいものは金ずくでも手に入れる我儘な女。
山脇
法律の隙間をついて暴利をむさぼる悪徳業者。